# Perissus clavicornis
Perissus clavicornis là một loài bọ cánh cứng trong họ Cerambycidae.